# Hornussen (Argóvia)
Hornussen é uma comuna da Suíça, situada no distrito de Laufenburg, no cantão de Argóvia. Tem 7,27 km² de área e sua população em 2018 foi estimada em 966 habitantes.